# Tiron
Tiron (auch Brenzcatechin-3,5-disulfonsäure Dinatriumsalz) dient als Indikator in der Komplexometrie, bevorzugt bei der Bestimmung von Eisen(III) im sauren Medium (pH ≈ 2,5). Die Bestimmung des Eisens verläuft ähnlich wie bei Verwendung von 5-Sulfosalicylsäure. Der Farbumschlag erfolgt von blaugrün nach gelb. 

## Anwendung
Eisen(III) bildet mit Tiron einen blaugrünen Chelatkomplex. Um eine vollständige Bestimmung des Eisens zu ermöglichen, muss eventuell vorhandenes Eisen(II) zu Eisen(III) oxidiert werden. Bei der Titration mit EDTA wird das Eisen aus dem Chelatkomplex verdrängt. Der Farbumschlag nach gelb kann mitunter schleppend sein, so dass man zum Ende der Titration noch etwas Indikatorlösung hinzufügen muss. Die Bestimmung ist relativ selektiv. Da die Erdalkalimetalle mit EDTA im schwach basischen gepufferten Medium titriert werden, stören diese nicht.